# ساول كوكو
ساول كوكو (بالإسبانية: Saúl Coco)‏ هو لاعب كرة قدم إسباني، ولد في 9 فبراير 1999 في لانزاروت في إسبانيا. لعب مع إسبانيول.

## وصلات خارجية
- ساول كوكو على موقع قاعدة بيانات كرة القدم.إي يو (الإنجليزية)
- ساول كوكو على موقع ليكيب (الفرنسية)
- ساول كوكو على موقع ناشيونال فوتبول تيمز (الإنجليزية)
- ساول كوكو على موقع Soccerbase.com (لاعب) (الإنجليزية)
- ساول كوكو على موقع Soccerway.com (الإنجليزية)
- ساول كوكو على موقع AS.com (الإسبانية)